# Note nere

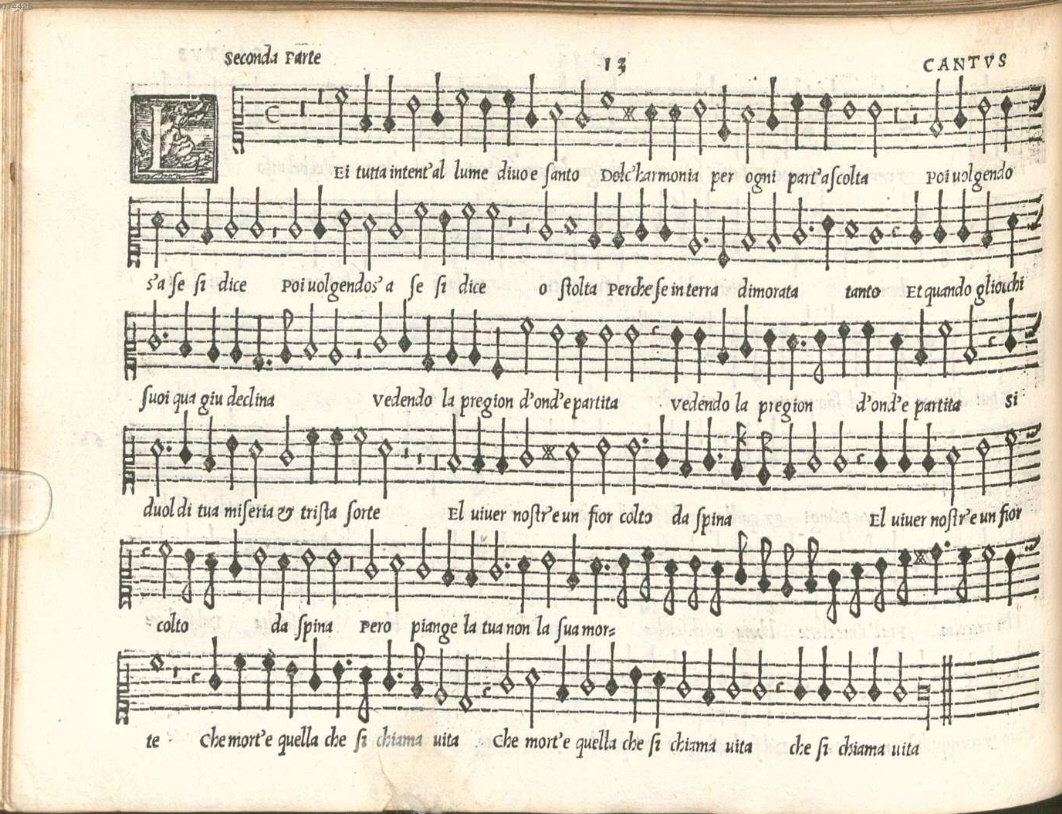
Note nere в мадригале «Tu piangi» Киприана де Роре (1544, репринт 1552 г.); показан кантус 2-й части мадригала

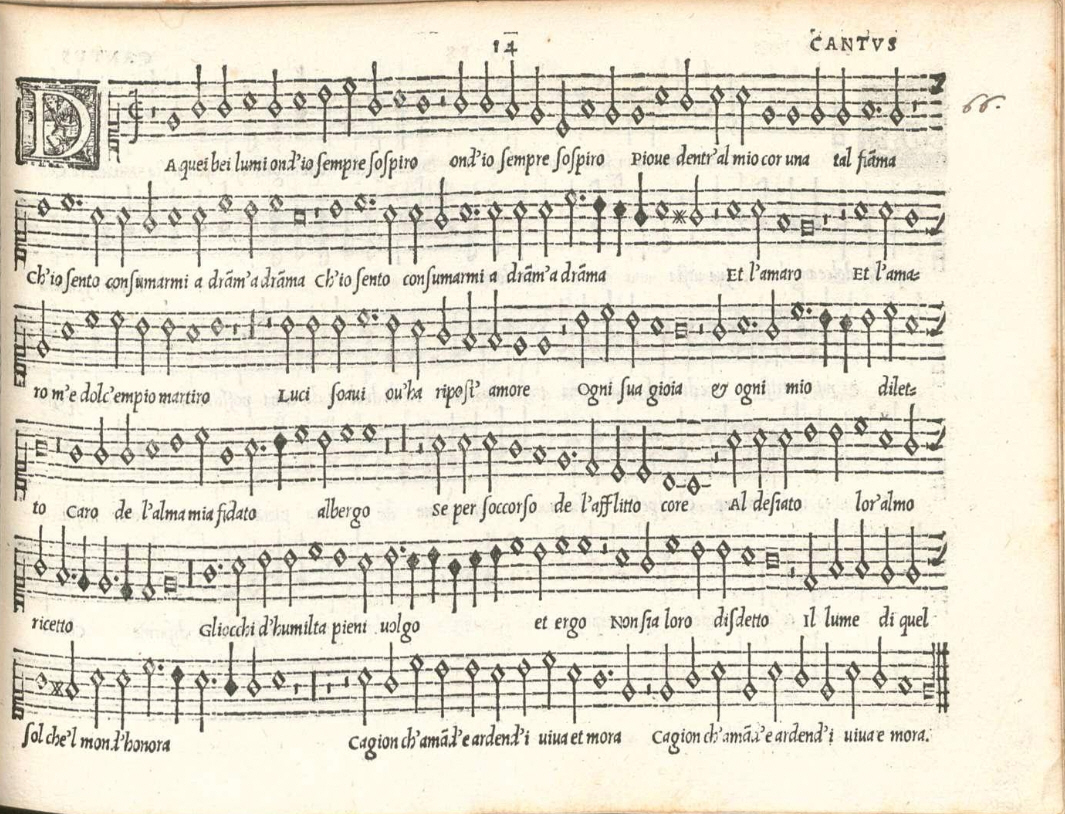
Мадригал «Da quei bei lumi» из того же сборника Роре, в «типичной» нотации с мензурой (note bianche); показан кантус

Note nere, notte negre (итал. «чёрные ноты») — разновидность мензуральной нотации и стиль музыкальной композиции в Италии XVI века. Термин note nere является оригинальным, он использовался в раннепечатных нотных сборниках в 1540-е и 1550-е годы. Другие оригинальные термины для того же феномена — cromatico (колорированный [стиль]) и misura di breve.

## Краткая характеристика
Note nere появились в отдельных итальянских мадригалах в 1530-е годы, вошли в моду в сборниках мадригалов 1540-х годов. Характерный признак нотации — знак мензуры  (вместо более типичного ), который указывал на то, что тактус охватывает семибревис (а не бревис, как обычно), отсюда следовал и более медленный, чем в композициях с мензурой , темп. В «чернонотных» мадригалах бросается в глаза большое количество мелких мензуральных длительностей (минимы, семиминимы, фузы), что и определило терминологию.
Среди композиторов, писавших в технике note nere, Якоб Аркадельт, Адриан Вилларт, Жаке Берхемский, Костанцо Феста, Киприан де Роре, Жьяш де Верт и значительное количество так называемых композиторов второго ряда (Доменико Феррабоско, Клаудио Веджо, Джандоменико Марторетта, Ян Геро и т.п.)
По мнению ряда учёных note nere является не только особенностью мензуральной нотации, но и неким стилем музыкальной композиции. Дж. Хаар, например, утверждает (ссылаясь на высказывание М. Преториуса), что темп «чернонотных» мадригалов «несколько медленней, чем в пьесах с мензурой , но не вполовину медленней», он образует как бы «дополнительный уровень ритмического деления». Поскольку диапазон возможных длительностей таким образом расширился, заострились противопоставления долгих и кратких длительностей и другие ритмические рисунки, которые стали использоваться для (клишированных) аффектов, так сказать, повышенной экспрессии — взволнованной скороговорки, плача, патетических взываний, вздохов отчаяния и т.п..
Note nere проникли отчасти в другие (помимо мадригала) музыкальные жанры итальянского Ренессанса, как например, в канцону Палестрины «Da fuoco così bel nasc'il mio ardore». В знаменитой канцонетте Орацио Векки «Fa una canzone senza note nere» выражение senza note nere («без чёрных нот») означает незамысловатую безыскусную песню (которую просит сочинить автор канцонетты).

## Издания
- The anthologies of black-mote madrigals, ed. by Don Harrán in 5 vls. //  Corpus mensurabilis musicae 73 (1984, 1991, 1978, 1980, 1980, 1981). NB! Первый том — в двух частях, вышедших в разные годы